# Indirect rule
Die Bezeichnung Indirect rule oder indirekte Herrschaft bezieht sich im engeren Sinne auf eine bestimmte Art der europäischen Kolonialpolitik im 19. und 20. Jahrhundert, wie sie insbesondere für das Britische Empire typisch war, aber auch von anderen Kolonialmächten ausgeübt wurde, so zum Beispiel dem Deutschen Reich.
Im weiteren Sinne werden mit Indirect rule alle Herrschaftsmethoden gekennzeichnet, bei der die Machtausübung vermittelt über örtliche und traditionelle Herrschaftsstrukturen geschieht. In fast allen britischen Kolonien wurden die lokalen Machtstrukturen in die Kolonialverwaltung miteinbezogen (Ausnahmen sind beispielsweise die Karibikstaaten und Burma).
Der Gegenbegriff zu Indirect rule ist Direct Rule: Für die französischen Kolonien in Afrika etwa ist typisch, dass nahezu alle traditionellen Herrschaftsstrukturen zerschlagen und durch französische Einrichtungen ersetzt wurden. Diese Politik war an die Vorstellung geknüpft, dass das bürgerlich-revolutionäre Konzept der Zivilisation universal und unteilbar ist und daher auch in den Kolonien Anwendung finden sollte. Unter diesem Konzept war allerdings nur in wenigen Ausnahmefällen eine Gleichstellung der kolonisierten Bevölkerung mit den französischen Staatsbürgern im Mutterland zu verstehen.
Im britischen Herrschaftsbereich fand das System der Indirect rule keine Anwendung in den sogenannten Kronkolonien. Als Beispiel aus den letzten Jahrzehnten findet sich der Begriff Direct rule als offizielle Bezeichnung der Regierungsweise Nordirlands durch einen London direkt unterstellten Nordirlandminister.

## Hintergrund
Nach der Eroberung eines Territoriums ist es oft sehr aufwändig oder teuer, die bestehenden Macht- und Verwaltungsstrukturen zu ersetzen. Wenn man nicht, wie etwa die Phönizier oder Portugal, weitgehend auf die Kontrolle des Hinterlandes verzichten will, ist es notwendig, dieses in das eroberte Territorium zu inkorporieren. Die existierenden Strukturen zu belassen und sich ihrer zu bedienen, schafft nicht nur Vertrauen bei der Bevölkerung des eroberten Gebietes, oftmals sind die etablierten Strukturen auch besser an die lokalen Erfordernisse und Bedingungen angepasst. Zugleich erlaubt die Einbindung der lokalen Strukturen auch das machtpolitische Spiel mit diesen, so dass die Kontrolle unter Umständen durchgreifender sein kann als bei direct rule – die Kolonialmacht kann es so sogar schaffen, als Anwalt und Schlichter bei Streitigkeiten unter den lokalen Eliten aufzutreten und damit ihren machtpolitischen Spielraum sukzessive vergrößern. Ein historisch bedeutsames Beispiel für dieses Vorgehen bietet das Römische Reich insbesondere in seinen östlichen und südlichen Gebieten.
Auch die Indirect rule war, entgegen ihrem Anspruch, immer mit bedeutenden Eingriffen in die beherrschte Gesellschaft verbunden. In keinem Fall war dem betroffenen Gebiet unter Indirect rule eine eigenständige Entwicklung möglich:
- Die Zustände in dem „indirekt“ beherrschten Gebiet wurden „eingefroren“, demokratische Entwicklungen z. B. waren nicht vorgesehen, denn diese bedrohten das Herrschaftsmodell. Der jeweilige traditionelle Herrscher hatte mit den britischen oder anderen Kolonialherren eine Macht im Rücken, die es ihm erlaubte, jede nicht genehme Entwicklung in seinem Herrschaftsbereich zu unterbinden. Der „Export“ europäischer Sozialkonflikte und oppositioneller Ideologien in die Kolonien wurde so ebenfalls wirksam unterbunden.
- In vielen Fällen handelte es sich zudem nur um die europäische Interpretation eines zu einem bestimmten Zeitpunkt bestehenden Zustandes.
  - Dies traf zum einen besonders auf Gebiete zu, in denen (weitgehend) akephale Gesellschaften existierten, die über keine differenzierten Herrschaftsstrukturen verfügten, wie sie den Vorstellungen der Kolonialherren entsprachen. Hier waren die unter britischer Herrschaft stehenden „traditionellen Autoritäten“ häufig bewusst oder unbewusst von diesen erst geschaffen worden.
  - In anderen Gebieten wurden die bestehenden Herrschafts- oder Wirtschaftsstrukturen völkisch oder rassisch interpretiert und damit Gegensätze konstruiert, die sich z. T. weit über die eigentliche Kolonialzeit erhielten. So setzte die deutsche Kolonialpolitik in Afrika auf das Prinzip der Indirect rule und legitimierte die für die eigenen politischen Absichten genutzten Gesellschaftsstrukturen durch eine Rassentheorie (Hamitentheorie), die in den einzelnen Gebieten je ein bestimmtes Volk vermeintlich hamitischer Abstammung als Herrenvolk vorsah (z. B. die Massai, Swahili und Tutsi in Deutsch-Ostafrika, die Ovambo und „Hottentotten“ (Khoi Khoi) in Deutsch-Südwestafrika, die Duala in Kamerun und die Ewe in Togoland). Mit dem Verlust der deutschen Kolonien nach dem Ersten Weltkrieg wurde diese Politik in Teilen weiter praktiziert (z. B. durch Belgien in Ruanda).

## Theoretische Ausformung

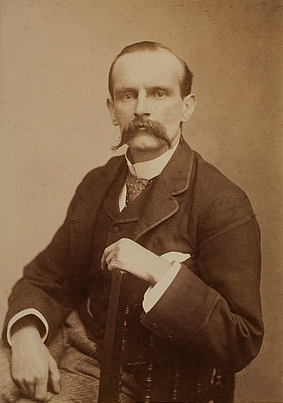
Frederick Lugard, 1. Baron Lugard

Eine systematische Theorie der Indirect rule wurde von dem Briten Frederick Lugard, 1. Baron Lugard zu Beginn des 20. Jahrhunderts entwickelt. Ab 1914 hatte er die Gelegenheit, seine Theorien in seiner Eigenschaft als Generalgouverneur auf die nördlichen Gebiete des heutigen Nigeria anzuwenden und sie so einem Praxistest zu unterwerfen. Nachdem er sein Amt niedergelegt hatte, fasste er seine Erkenntnisse zu einer Theorie der Indirect rule zusammen und veröffentlichte sie 1922 in dem Buch The Dual Mandate in Tropical Africa. Dieses Werk wurde zum Handbuch der britischen Kolonialbeamten im gesamten Empire.